# Коды Голомба
Коды Голомба — семейство энтропийных кодов. Под кодом Голомба может подразумеваться также один из представителей этого семейства. 
Рассмотрим источник, независимым образом порождающий целые неотрицательные числа {\displaystyle i} с вероятностями {\displaystyle P(i)=(1-p)p^{i}}, где {\displaystyle p} — произвольное положительное число, не превосходящее 1, то есть источник, описываемый геометрическим распределением. Если при этом целое положительное число {\displaystyle m} таково, что
{\displaystyle p^{m}={\frac {1}{2}}},
то оптимальным посимвольным кодом (то есть кодом, ставящим в соответствие каждому кодируемому символу определённое кодовое слово) для такого источника будет код, построенный в соответствии с предложенной Соломоном Голомбом процедурой, согласно которой для любого кодируемого числа {\displaystyle n} при известном {\displaystyle m} кодовое слово образуют унарная запись числа {\displaystyle q=\left[{\frac {n}{m}}\right]} и кодированный в соответствии с описанной ниже процедурой остаток {\displaystyle r} от деления {\displaystyle {\frac {n}{m}}}:
1. Если {\displaystyle m} является степенью числа 2, то код остатка представляет собой двоичную запись числа {\displaystyle r}, размещённую в {\displaystyle \log _{2}(m)} битах.
2. Если {\displaystyle m} не является степенью 2, вычисляется число {\displaystyle b=\lceil \log _{2}(m)\rceil }. Далее:

Если {\displaystyle r<2^{b}-m}, код остатка представляет собой двоичную запись числа {\displaystyle r}, размещённую в {\displaystyle b-1} битах,
иначе остаток {\displaystyle r} кодируется двоичной записью числа {\displaystyle r+2^{b}-m}, размещённой в {\displaystyle b} битах.
Позже Р. Галлагером и Д. Ван Вурхисом было показано, что предложенный Голомбом код оптимален не только для дискретного набора значений {\displaystyle p}, удовлетворяющих приведённому выше критерию, но и для любых {\displaystyle p}, для которых справедливо двойное неравенство
{\displaystyle p^{m}+p^{m+1}\leq 1<p^{m}+p^{m-1}},
где {\displaystyle m} — целое положительное число. Поскольку для любого {\displaystyle p} всегда найдётся не более одного значения {\displaystyle m}, удовлетворяющего приведённому выше неравенству, предложенная С. Голомбом процедура кодирования геометрического источника оказывается оптимальной для любого значения {\displaystyle p}.
Чрезвычайно простая в реализации, но не всегда оптимальная разновидность кода Голомба в случае, когда {\displaystyle m} является степенью 2, называется кодом Райса.

## Пример
Пусть {\displaystyle p=0.85}, требуется закодировать число {\displaystyle n=13}.
Удовлетворяющее двойному неравенству Галлагера — Ван Вурхиса значение {\displaystyle m=4}.
В соответствии с описанной выше процедурой кодирования кодовое слово, соответствующее кодируемому числу 13, строится как унарная запись частного от деления n/m:
{\displaystyle q=\left[{\frac {n}{m}}\right]=\left[{\frac {13}{4}}\right]=3},
(унарный код {\displaystyle 0001}, то есть q нулей с завершающей единицей),
и кодированного остатка 
{\displaystyle r=1},
(код {\displaystyle 01}, то есть собственно остаток, записанный в {\displaystyle \lceil \log _{2}(m)\rceil } битах).
Результирующее кодовое слово
{\displaystyle 0001|01}